# Dodendorf
Dodendorf is een plaats in de Duitse gemeente Sülzetal. De gemeente ligt in de Landkreis Börde in de deelstaat Saksen-Anhalt. Dodendorf telt 1.059 inwoners.